# Gadomus pepperi
Gadomus pepperi är en fiskart som beskrevs av Akitoshi Iwamoto och Williams, 1999. Gadomus pepperi ingår i släktet Gadomus och familjen skolästfiskar. Inga underarter finns listade i Catalogue of Life.